# 森下まい
森下 まい（もりした まい、1982年11月30日 - ）は、女性誌で活動する現役読者モデル。愛称は「まいちい」。神奈川県出身。所属事務所はホリプロ。
2010年3月、「もりまい」として、元「チェリー☆パイ」のみほとお笑い芸人コンビ「アップルパイン」を結成、同年3月30日の「ホリプロお笑いジェンヌライブ」（東京都渋谷区・笹塚ファクトリー）にて、アップルパインとして初舞台。読者モデルの活動も継続する。

## 人物
- 尊敬する人物は浜崎あゆみ[2]。
- 特技は日本舞踊で、そのライセンスをもっている。他、ダーツ、舌笛も特技[3]。
- サッカー観戦、格闘技観戦が好きで[4]、高校サッカーを見るのが好きである[5]。地元・神奈川のJリーグチームを応援している関係で、横浜FC応援番組「ハマる！横浜FC」(J:COM)にレギュラー出演している。

## 出演

### 雑誌
- ViVi
- CanCam
- PINKY
- Ray
- JJ
- steady.
- Anecan
- 美人百花

### テレビ番組
- アイ・コレ・アイ（テレビ埼玉）毎週木曜日23:00放送
- 通販番組「AI COLLECTION」（スカイパーフェクトTV240スタイル）番組のコメンテーターとして活動している。
- どうも!にほんご講座です。（NHK教育テレビジョン）
- 横浜FC応援番組「ハマる！横浜FC」(J:COM)
- たぶらかし-代行女優業・マキ-（読売テレビ・日本テレビ系）- 2012年4月26日（第4話）
- ドライブ A GO!GO!（テレビ東京）- 2012年4月29日
- 5いっしょ3ちゃんねる・ひかりTV共同制作『業界用語の基礎知識 壇蜜女学園』（2013年1月8日 - 3月26日）
- ガールズパチンコリーグ(MONDO TV)

### CM
- 花王 エッセンシャルダメージケア
  - 「カワつくメンバー」の一人として出演していた。ちなみに、この当時は葛岡碧、西山真以、森田麻恵、関清香、近藤圭都、リア・ディゾンらと共演していた。ちなみに、リア・ディゾンは森下本人が好きな人物であるとブログで公表している。
- SAPPORO[ネクターサワースパークリングピーチ][ネクターサワースパークリングマンゴー]交通広告